# 福建省 (中华苏维埃共和国)
福建省（1932年3月18日－1935年4月），又称闽粤赣省，是中华苏维埃共和国设立的一个省。

## 历史
1932年3月18日，福建省第一次工农兵代表大会（又称闽粤赣第一次工农兵代表大会）在汀州市召开，中共中央代表任弼时作政治报告和总结。张鼎丞作闽西特区苏维埃政府一年来的工作报告，并宣读了中华苏维埃共和国临时中央政府给大会的指示信。会议通过了《土地法》《劳动法》，以及财政、苏维埃建设等重要决议和大会的宣告、电文，正式成立福建省苏维埃政府，以张鼎丞、阙继明、张思垣、范乐春等35人为福建省苏维埃执行委员会委员，钟友勋、赖荣章等13人为候补执行委员。接着，执行委员会召开第一次会议，选举张鼎丞、阙继明、张思垣、范乐春、李六如、郭滴人、钟显光、张华先、谭震林等9人组成执行委员会主席团，张鼎丞为主席。
1934年1月，张鼎丞被诬为“罗明路线”忠实执行者。2月上旬，福建省苏维埃政府召开执委会扩大会议对张鼎丞进行批判斗争，并决定改组省苏维埃政府。此后，钟循仁（1933年5月）、吴必先（1933年冬）先后任省苏维埃政府主席。
1934年11月1日，汀州城陷落。此后，中共福建省委、省苏维埃政府和福建军区领导人带领独立十九团、二十团共4000余人，转移到长汀四都一带山区。1935年3月，国民革命军宋希濂部第三十师及闽赣两省的保安团包围四都，独立十九团和二十团被击溃，省委、省苏、军区机关陷入重围，部队仅剩下五六百人。4月上旬，省委书记万永诚、军区司令员龙腾云率一部向武平方向突围，毛泽覃率一部向瑞金方向突围，省苏维埃政府主席吴必先率一部向长汀方向突围。10日，万永诚等百余人在腊口以南的梅子坝山区，被国民革命军陶峙岳部包围，苦战一昼夜，龙腾云及大部分指战员牺牲，万永诚被捕，后被杀害于江西瑞金。毛泽覃率领的一部，在瑞金黄善口附近遭到国民革命军第二十四师的袭击，毛泽覃及大部分指战员牺牲。吴必先率领的一部突围到长汀濯田鸡冠峰被国民革命军第三十六师围捕，吴必先后被杀害于江西九江。至此，中共福建省委、福建省苏维埃政府和福建省军区瓦解。

## 行政区划
中华苏维埃共和国福建省管辖的县级行政区先后有长汀县、连城县（1933年10月，改名为明光县）、新泉县、上杭县、武平县、新杭县、新汀杭县、永定县、龙岩县、代英县、汀东县、汀西县、兆征县、饶和埔（诏）县和汀州市。福建省苏维埃政府驻汀州市。